# Riego de la Vega
Riego de la Vega is een gemeente in de Spaanse provincie León in de regio Castilië en León met een oppervlakte van 35,40 km². Riego de la Vega telt 816 inwoners (1 januari 2016).